# Brynäs IF FK
Brynäs IF FK, er en fodboldklub fra Gävle, Sverige, stiftet i 1912.

## Svenske mesterskaber
- 1925